# Michio Kuga
Michio Kuga (jap. 久賀 道郎, Kuga Michio; * 1928; † 13. Februar 1990) war ein japanischer Mathematiker, der sich mit algebraischer Geometrie befasste.
Kuga wurde 1960 bei Shokichi Iyanaga an der Universität Tokio promoviert. Er war Professor an der State University of New York at Stony Brook.
Er befasste sich unter anderem mit der Ramanunjan-Petersson-Vermutung, die aus dem Beweis der Weil-Vermutungen (endgültig bewiesen 1974 von Pierre Deligne) folgen, wie Kuga mit Gorō Shimura, Mikio Satō, Yasutaka Ihara und Deligne zuvor zeigte.
1966 führte er nach ihm benannte Kuga-Faserräume ein.
1967 veröffentlichte er in Japan ein Buch über Galoistheorie von Differentialgleichungen (Fuchssche Differentialgleichungen und ihre Monodromiegruppe), hervorgegangen aus Vorlesungen an der Universität Tokio. Es war damals ungewöhnlich wegen Kugas Verwendung von Cartoons, hatte aber Erfolg bei Studenten und erschien in englischer Übersetzung 1993.
Zu seinen Doktoranden gehören Allan Adler und Stephen Kudla.

## Schriften
- Galois’ Dream: Group theory and differential equations. Birkhäuser, 1993